# Monelline

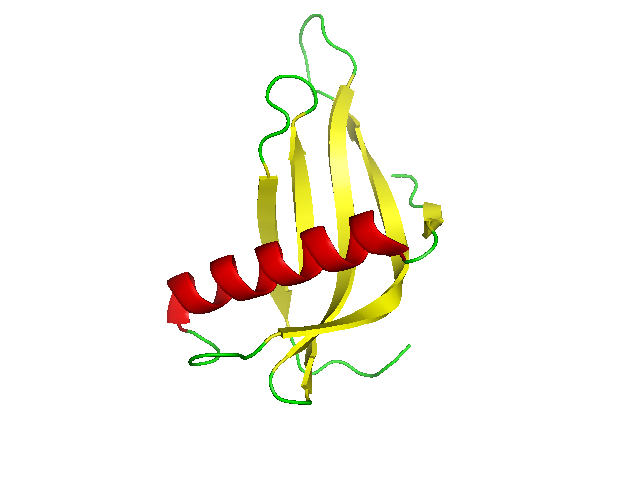
Structure tertiaire de la Monelline monomère.

La monelline est une protéine au goût sucré, découverte dans le fruit du Dioscoreophyllum volkensii (en), un arbuste vivant en Afrique. La monelline est l'une des sept protéines connues qui sont naturellement édulcorantes : la brazzéine, la thaumatine, la lysozyme, la mabinline, la curculine (ou Néoculine) et la pentadine. Elle est de 800 à 2 000 fois plus sucrée que le sucre à poids égal, et résistante à la chaleur.

## Histoire
Découverte en 1969, la monelline fut d'abord considérée comme un carbohydrate. 
En 1972, elle fut nommée d'après le Centre Monell des Sens Chimiques de Philadelphie, aux États-Unis, où elle fut isolée et caractérisée.

## Source
La monelline est naturellement présente dans le fruit du Dioscoreophyllum volkensii, une plante grimpante dicotylédone tropical de la famille des Menispermaceaes. La plante est native de l'Afrique, on la trouve au Sierra Leone, en Érythrée, et au sud de l'Angola et du Mozambique. Elle est présente dans la forêt tropicale à basse altitude.

## Structure
La monelline possède un poids moléculaire de 10,7 kDa, de taille similaire aux mabinlines (12 kDa). 

### Structure primaire
La monelline est un hétérodimère, un monomère A composé d'une séquence de 44 acides aminés relié par une liaison covalante à un monomère B composé d'une séquence de 50 acides aminés,.

La structure primaire (séquence des acides aminés) des monomères est la suivante, :
Monomère A : REIKGYEYQL YVYASDKLFR ADISEDYKTR GRKLLRFNGP VPPP
Monomère B : GEWEIIDIGP FTQNLGKFAV DEENKIGQYG RLTFNKVIRP CMKKTIYEEN.

### Structure secondaire
La structure secondaire de la monelline est composée de cinq feuillets bêtas antiparallèles et une hélice alpha comprenant 17 acides aminés. 
Dans sa forme naturelle, la monelline ne possède pas de pont disulfure, ce qui la rend thermolabile et peu stable en milieu acide.